# Hempsted
Hempsted är en ort i distriktet Gloucester i grevskapet Gloucestershire i England, Storbritannien. Hempsted var en civil parish fram till 1966 när blev den en del av Gloucester, Highnam och Minsterworth. Civil parish hade 508 invånare år 1961. Byn nämndes i Domedagsboken (Domesday Book) år 1086, och kallades då Hechanestede.